# William Towerson
William Towerson, mort vers 1631, est un navigateur, marchand  et homme politique anglais.

## Biographie
Il est célèbre pour avoir effectué trois voyages en Afrique de l'Ouest: 
- Guinée et Cap-Vert (octobre 1555-mai 1556)
- Zone de l'actuelle Liberia (septembre 1556-avril 1557)
- Ghana et São Tomé (janvier-octobre 1558).

Membre de la Worshipful Company of Skinners, Vice-Gouverneur de la Société irlandaise (1610-1613), membre du comité de direction de la Compagnie britannique des Indes (1619-1622), il est élu député de Londres en 1621 puis de Portsmouth en 1628.